# Fidelia ulrikei
Fidelia ulrikei är en biart som beskrevs av Warncke 1980. Fidelia ulrikei ingår i släktet Fidelia och familjen buksamlarbin. Inga underarter finns listade i Catalogue of Life.